# Gianni Andreoli
Gianni Andreoli (* 25. Juni 1919 in Mendrisio; † 18. Dezember 1971 in Luzern) war ein Schweizer Ingenieur und Erfinder.

## Leben
Nach dem Besuch der Schulen in Mendrisio und Lugano absolvierte Andreoli von 1939 bis 1945 an der ETH Zürich ein Studium als Maschineningenieur mit zwei Zusatzsemestern in Aerodynamik. Während des Studiums leistete er zudem seinen Aktivdienst als Offizier und Militärpilot bei der Luftwaffe. Von 1945 bis 1948 arbeitete er im Flugzeugwerk Emmen und war dort an der Entwicklung des Strahlflugzeugs N20 beteiligt. Gleichzeitig begann er, sich auf die Projektionstechnik zu spezialisieren und war in der Folge zumeist als selbständiger Ingenieur und Erfinder auf diesem Gebiet tätig. Aufsehenerregend war seine grösste und wichtigste Erfindung, der Wolkenprojektor Spitlight, der 1985 Eingang ins Guinness-Buch der Rekorde als weltgrösster Projektor fand. Es gelang ihm jedoch trotz zahlreicher Patente kaum, mit seinen unkonventionellen Ideen grösseren kommerziellen Erfolg zu erzielen.

## Werk (Auswahl)

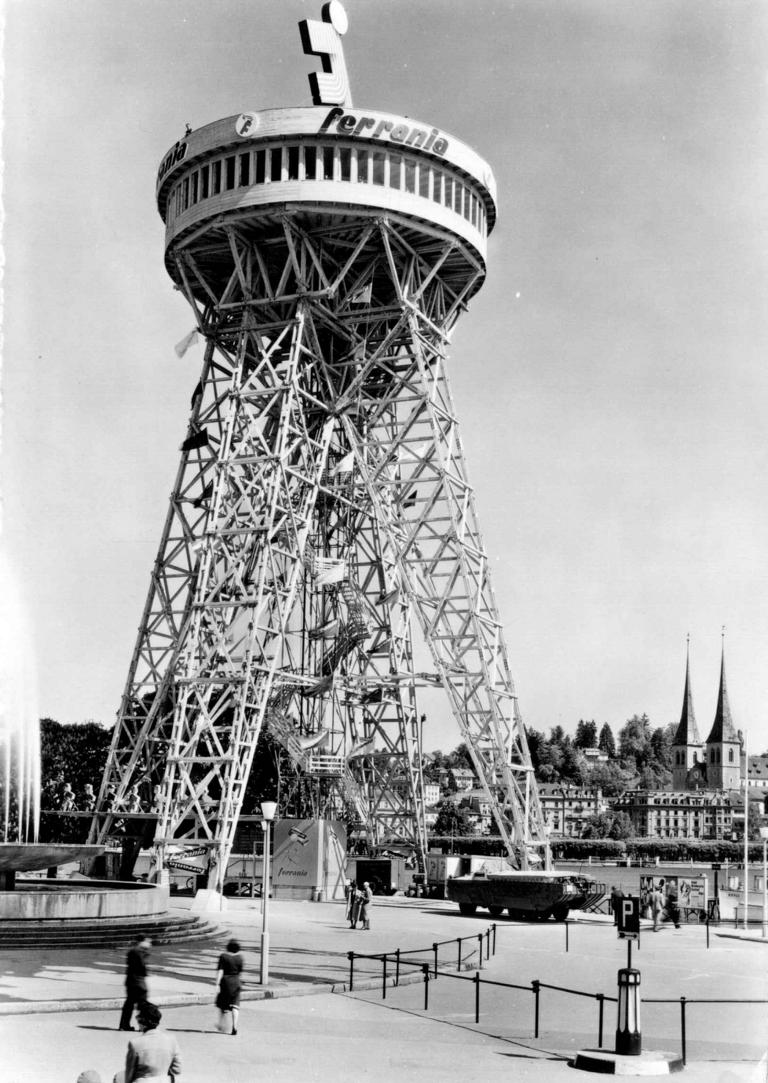
Ausstellungsturm Luzern 1952

### Motoren P.10 - P.15
Kleinst-Stern- und -Boxermotoren mit einer Leistung von 1 bis 3 PS, u. a. für Modellflugzeuge, in der Zeit von 1937 bis 1945, einer davon war an der Schweizerischen Landesausstellung 1939 ausgestellt, hergestellt bei Farner, Moutier.

### Epistar P100N
Kleines, leichtes und lichtstarkes Episkop, in Serie bei Mecaplex, Grenchen, hergestellt (1946).

### P.300
Anlässlich der Weltausstellung der Photographie 1952 in Luzern hergestellter Werbeprojektor, der um 360 Grad drehbar auf dem Ausstellungsturm montiert war. Während einer Vorführung stürzte Andreoli von der oberen auf die untere Terrasse und verletzte sich dabei schwer. Während des Spitalaufenthaltes begann er sogleich, einen mehrfach grösseren und leistungsfähigeren Projektor zu entwickeln.

### P.300.S Spitlight

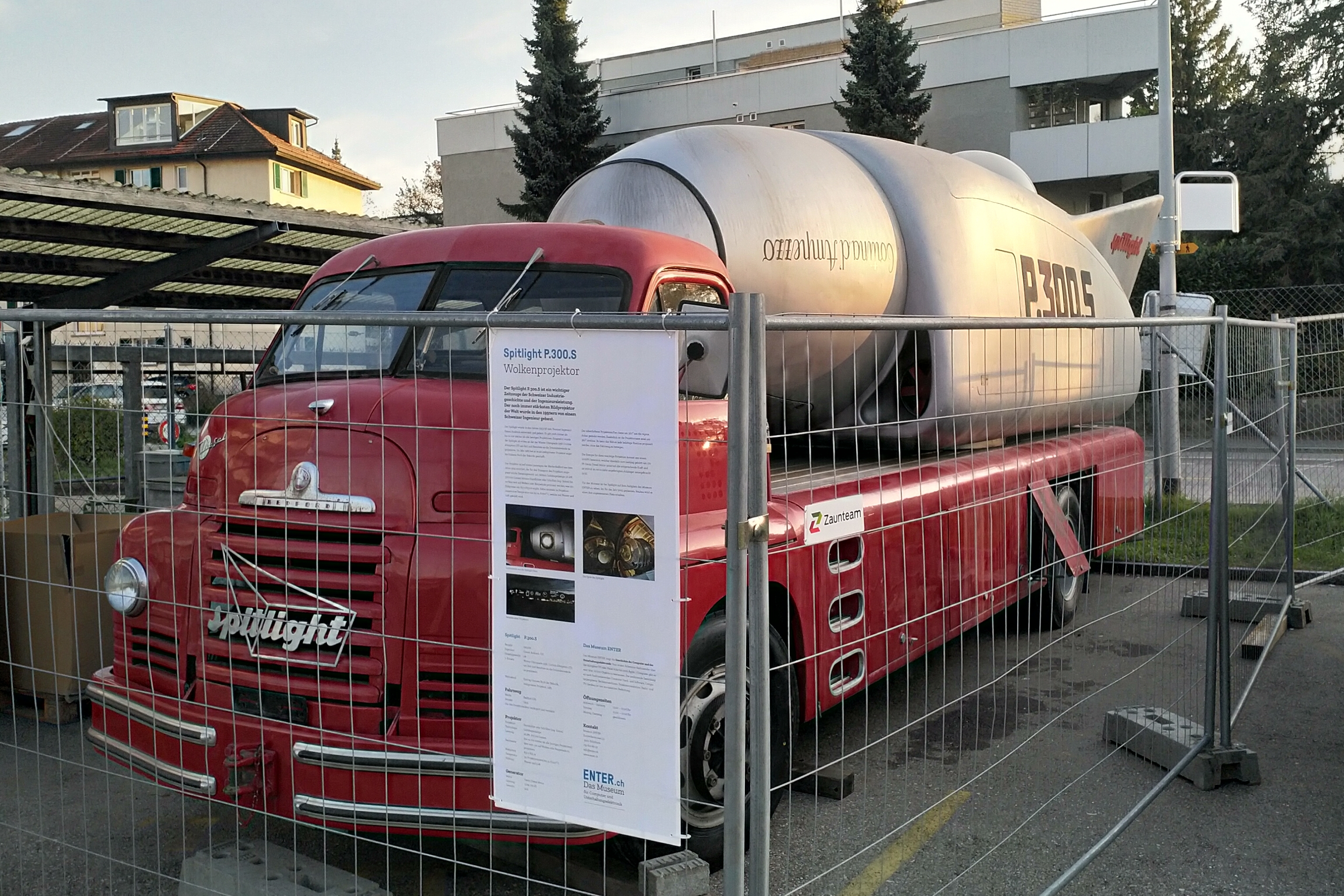
P.300.S Spitlight vor dem Museum Enter, Solothurn

Das Nachfolgemodell des P.300 wurde 1954–1955 für ca. CHF 320'000 hergestellt und kam erstmals an der Winterolympiade von Cortina d’Ampezzo 1956 zum Einsatz. Der in ein futuristisches Alu-Gehäuse gepackte 5 Tonnen schwere Projektor wurde auf einen verlängerten Lastwagen Bedford 5010 montiert, in dessen Anhänger sich Generatoren für eine unabhängige Energieversorgung befanden. Eine Lichtbogenlampe mit speziellen Kohlebrennstäben erzeugte eine Lichtstärke von 375'000 Lumen. Damit konnte für jeweils ca. 40 Sekunden ein Metalldia (Gobo) auf Bergwände oder Wolken projiziert werden. Ein Trommelmechanismus sorgte für den Bildwechsel und Animationseffekte. Bei einer Distanz bis 6 km konnten Bildbreiten bis 1 km dargestellt werden. Besondere Herausforderungen für diese extremen Ansprüche waren die Kühlung der 5000–7000 Grad heissen Leuchtquelle und die Optik. Eingebaut war auch ein automatischer Wechsel für die Kohlebrennstäbe, die nach nur ca. 15 Minuten verbraucht waren; ein Drehgestell und Umlenkspiegel ermöglichten Projektionen in alle Richtungen. Zur Bedienung war ein Team von 4 Personen nötig. – Nach der Olympiade und ein paar weiteren Einsätzen wurde der Spitlight eine Zeitlang in einem stillgelegten Bergwerk in Italien vor dem Zugriff von dubiosen Investoren geschützt, danach in der Schweiz an verschiedenen Orten eingelagert, bis ihn Andreolis Witwe 1983 dem Technorama in Winterthur schenkte, wo er 1986 wieder instandgestellt wurde und bis 2005 zu sehen war. Danach kümmerte sich einige Jahre ein privater Verein um Erforschung, Unterhalt und eine kommerzielle Wiederinbetriebnahme des Riesenprojektors. 2019 wurde er schliesslich vom Museum Enter für Computer und Unterhaltungselektronik in Solothurn übernommen.

### Mitralux P120S, P122, P125
Verschiedene Typen von tragbaren Scheinwerfern für Armee, Polizei und Feuerwehr mit Reichweiten von 10 bis 300 m, die aber auch als tragbare Diaprojektoren nutzbar waren, hergestellt bei Innoram, Caslano, danach in Amerika (1956–1957).

### Super Nova
Kleinprojektor für Werbedias bis zu 120 m Bildbreite (unvollendeter Prototyp, 1970).

## Nachlass
Der Nachlass von Gianni Andreoli ist im Online-Katalog Helveticat der Schweizerischen Nationalbibliothek verzeichnet. Seit 2019 befindet er sich aber nicht mehr im Technorama in Winterthur, sondern im Museum Enter in Solothurn.